# Озийак
Озийа́к (фр. Ozillac) — коммуна во Франции, находится в регионе Пуату — Шаранта. Департамент коммуны — Шаранта Приморская. Входит в состав кантона Жонзак. Округ коммуны — Жонзак.
Код INSEE коммуны — 17270.

## Население
Население коммуны на 2010 год составляло 665 человек.
| 1962 | 1968 | 1975 | 1982 | 1990 | 1999 | 2010 |
| ---- | ---- | ---- | ---- | ---- | ---- | ---- |
| 642  | 623  | 555  | 519  | 503  | 559  | 665  |